# June Lake (See)
Der June Lake ist ein See im Mono County des US-Bundesstaates Kalifornien. Er befindet sich im Osten der Sierra Nevada unweit der Grenze zum Bundesstaat Nevada im Großen Becken. Der June Lake liegt im Hochland auf 2323 Metern über dem Meeresspiegel und ist von Bergen umgeben. Er gehört damit zu den höchstgelegenen Seen in Kalifornien. Das Gewässer erstreckt sich auf einer Breite von 970 Metern und ist rund 1,9 Kilometer lang. Die mittlere Tiefe liegt bei 18 Metern, während die maximale Tiefe 51 Meter beträgt. Die Region ist besonders bei Touristen beliebt und wird auch für Wassersport und Bootsfahrten genutzt. Am Ufer befinden sich neben zwei Bootstationen auch Hotels und Campingplätze. Vor allem im Sommer ist ein relativ hohes Aufkommen an Fremdenverkehr zu verzeichnen. Das Gewässer ist darüber hinaus bekannt für seine je nach Lichteinfall mehr oder weniger intensive, aber immer auffallend blaue Farbe des Wassers. Der nahegelegene Ort June Lake ist nach dem See benannt.